# Clinton Joseph Davisson
Pour les articles homonymes, voir Davisson.
Clinton Joseph Davisson (22 octobre 1881 à Bloomington, Illinois, États-Unis-1er février 1958 à Charlottesville) est un physicien américain. Avec George Paget Thomson, il est colauréat du prix Nobel de physique de 1937 « pour leur découverte de la diffraction des électrons par les cristaux ».

## Liens externes

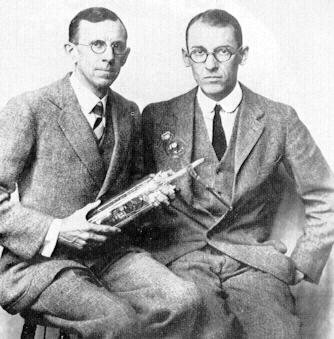
Davisson à gauche et Germer à droite

## Biographie
Après ses études au lycée de Bloomington en 1902, il entre à l'université de Chicago.
Sur les recommandations de Robert Andrews Millikan il part à l'université de Princeton où il étudie avec Owen Willans Richardson. Il reçoit son diplôme en 1911 et se marie la même année avec Charlotte, la sœur d'Owen Richardson.
De 1916 à 1946, il a travaillé au département technique des laboratoires Bell.
En 1927, en collaboration avec Lester Halbert Germer, il a découvert la diffraction des électrons par les cristaux (expérience de Davisson et Germer).
Son fils Richard Davisson (en) est un physicien américain.